# Dolichos subcapitatus
Dolichos subcapitatus är en ärtväxtart som beskrevs av Rudolf Wilczek. Dolichos subcapitatus ingår i släktet Dolichos och familjen ärtväxter. Inga underarter finns listade i Catalogue of Life.